# Férfi 4 × 7,5 km-es biatlonváltó az 1972. évi téli olimpiai játékokon
Az 1972. évi téli olimpiai játékokon a biatlon férfi 4 × 7,5 km-es váltó versenyszámát február 11-én rendezték. Az aranyérmet a szovjet váltó nyerte. Magyar csapat nem vett részt a versenyen.

## Végeredmény
A csapatok tagjainak mindkét sorozatban 8 lövési kísérlete volt az 5 célpontra. Minden hibás találat után 200 méter büntetőkört kellett megtennie a hibázó versenyzőnek. Az időeredmények másodpercben értendők. A lövőhibáknál sorozatonként az első szám a hibás találatot, a második szám az 5 darab kísérleten felüli plusz kísérletek számát mutatják.
| Helyezés | Csapat                                                                                     | Idő                                            | Lövőhiba                             |
| -------- | ------------------------------------------------------------------------------------------ | ---------------------------------------------- | ------------------------------------ |
| Arany    | Szovjetunió (URS) · Alekszandr Tyihonov · Rinnat Szafin · Ivan Bjakov · Viktor Mamatov     | 1:51:44,92 28:54,48 26:48,52 28:15,90 27:46,02 | 3+9 0+1 2+3 0+1 0+0 1+3 0+0 0+1 0+0  |
| Ezüst    | Finnország (FIN) · Esko Saira · Juhani Suutarinen · Heikki Ikola · Mauri Röppänen          | 1:54:37,25 28:52,04 29:37,33 28:45,79 27:22,09 | 3+14 0+0 1+3 1+3 1+3 0+1 0+3 0+1 0+0 |
| Bronz    | NDK (GDR) · Hansjörg Knauthe · Joachim Meischner · Dieter Speer · Horst Koschka            | 1:54:57,67 28:11,72 28:35,86 28:50,72 29:19,37 | 4+12 0+1 0+0 0+1 0+2 0+2 2+3 0+0 2+3 |
| 4.       | Norvégia (NOR) · Tor Svendsberget · Kåre Hovda · Ivar Nordkild · Magnar Solberg            | 1:56:24,41 28:23,86 29:43,80 29:41,97 28:34,78 | 7+21 0+3 1+3 0+1 3+3 0+2 2+3 0+3 1+3 |
| 5.       | Svédország (SWE) · Lars-Göran Arwidson · Olle Petrusson · Torsten Wadman · Holmfrid Olsson | 1:56:57,40 28:23,09 29:32,78 27:52,03 31:09,50 | 6+18 1+3 0+3 3+3 0+1 0+1 0+1 0+3 2+3 |
| 6.       | Egyesült Államok (USA) · Peter Karns · Terry Morse · Dennis Donahue · Jay Bowerman         | 1:57:24,32 28:50,37 28:43,56 29:01,97 30:48,42 | 1+14 0+1 0+2 0+3 0+1 0+2 0+1 0+1 1+3 |
| 7.       | Lengyelország (POL) · Józef Rózak · Józef Stopka · Andrzej Rapacz · Aleksander Klima       | 1:58:09,92 29:36,15 29:21,63 29:05,75 30:06,39 | 4+18 0+1 2+3 0+0 1+3 0+3 0+3 1+3 0+2 |
| 8.       | Japán (JPN) · Ono Iszao · Szaszaki Sózó · Sibuja Miki · Szaszakubo Kazuo                   | 1:59:09,48 27:35,73 33:46,08 27:59,80 29:47,87 | 5+18 0+3 0+2 2+3 3+3 0+1 0+1 0+2 0+3 |
| 9.       | Románia (ROU) · Nicolae Veştea · Victor Fontana · Ion Teposu · Vilmoş Gheorghe             | 1:59:30,61 28:47,96 32:19,63 28:47,13 29:35,89 | 5+17 0+0 0+3 1+3 3+3 0+3 0+2 0+0 1+3 |
| 10.      | Olaszország (ITA) · Willy Bertin · Giovanni Astegiano · Corrado Varesco · Lino Jordan      | 1:59:47,62 29:06,56 28:43,42 30:58,59 30:59,05 | 6+20 2+3 0+1 0+3 0+2 0+3 1+3 0+2 3+3 |
| 11.      | Nagy-Britannia (GBR) · Malcolm Hirst · Keith Oliver · Jeffrey Stevens · Alan Notley        | 2:01:38,84 28:19,40 31:58,85 30:53,97 30:26,62 | 5+16 0+2 0+0 2+3 1+3 0+1 2+3 0+1 0+3 |
| 12.      | Csehszlovákia (TCH) · Ladislav Žižka · Pavel Ploc · Ján Húska · Arnošt Hájek               | 2:03:08,17 28:59,51 30:38,69 31:29,79 32:00,18 | 3+20 0+3 0+2 1+3 0+2 0+3 0+1 2+3 0+3 |
| 13.      | Franciaország (FRA) · René Arpin · Noël Turrell · Daniel Claudon · Aimé Gruet-Masson       | 2:03:08,90 30:04,71 29:34,23 32:05,94 31:24,02 | 4+19 0+2 1+3 0+2 0+1 2+3 0+2 1+3 0+3 |